# Liste von Persönlichkeiten der Stadt Wetter (Ruhr)
Diese Liste von Persönlichkeiten der Stadt Wetter (Ruhr) umfasst die Ehrenbürger, Söhne und Töchter der Stadt sowie weitere Persönlichkeiten mit Bezug zur Stadt.

## Bürgermeister
In Wetter wurde erstmals am 22. Mai 1997 ein hauptamtlicher Bürgermeister (Wahlbeamter) direkt von der Bevölkerung gewählt.
- 1997–2004: Werner Laberenz (SPD)
- 2004–2007: Dieter Seitz (SPD)
- 2007–heute: Frank Hasenberg (* 1964, SPD)

## Ehrenbürger
- seit 1906: Gustav Vorsteher (1836–1914), in Wetter geborener Unternehmer und Mäzen, der der Stadt u. a. das Grundstück für das ehemalige Krankenhaus, das Rathaus und den Harkortturm stiftete und die Villa Vorsteher hinterließ

## In Wetter geborene Persönlichkeiten

Berta Schulz (1878–1950), in Wetter geborene Politikerin und Reichstagsabgeordnete in der Weimarer Republik

Personen, die vor der Gemeindereform 2010 in den Orten Esborn, Grundschöttel, Volmarstein oder Wengern geboren wurden, sind in den entsprechenden Artikeln aufgeführt.
- Eberhard Ahrens (1892–1945), deutscher Sanitätsoffizier (Marine), zuletzt Admiralarzt im Rang eines Konteradmirals
- Sophia Bauckloh (* 1995), Sängerin und Komponistin
- Andreas Bech (* 1969), in Wetter geborener Ruderweltmeister und Olympionike
- Martin Böcker (* 1958), in Wetter geborener Organist
- Gerhard Claas (1928–1988), in Wetter geborener Baptistenpastor und Generalsekretär des Baptistischen Weltbundes
- Martha Ebbinghaus-Schmitz (1889–1979), in Wetter geborene Chorleiterin und Dirigentin, Gründerin des Märkischen Madrigalchores zu Wetter und des Herforder Kammerchores
- Helga Elben (1930–2014), in Wetter geborene Malerin, Grafikerin und Installationskünstlerin
- Erwin Geldmacher (1885–1965), in Wetter geborener Professor für Betriebswirtschaftslehre
- Frank Hasenberg (* 1964), Bürgermeister
- Eduard Honigmann (1809–1886), in Wetter geborener Bergmeister und Bergwerksbesitzer
- Horst Ilberg (* 1930), in Wetter geborener Tischtennis-Nationalspieler und Seniorenweltmeister im Doppel
- Wilhelm Heinrich Kamp (1841–1927), in Wetter geborener Ingenieur und Montanindustrieller
- Angelika Kempfert (* 1946), in Wetter geborene Politikerin, Staatsrätin in Hamburg
- Helmut Kollhosser (1934–2004), in Wetter geborener Jurist und Hochschullehrer
- Günter Leifheit (1920–2009), in Wetter geborener Unternehmer
- Gottfried Niemeier (1906–1984), in Wetter geborener evangelischer Theologe
- Jürgen Renfordt (* 1955), in Wetter geborener Schlagersänger, Komponist, Texter, Produzent und Radiomoderator
- Berta Schulz (1878–1950), in Wetter geborene Politikerin, Reichstagsabgeordnete in der Weimarer Republik
- Gustav Schulz (1807–1874), in Wetter geborener Jurist, Richter und Mitglied des Preußischen Abgeordnetenhauses
- Simone Stiers (* ca. 1976), Sängerin unter dem Künstlernamen Simone Sommerland
- Peter Strauch (* 1943), in Wetter geborener freikirchlicher Theologe, Buchautor und Liedermacher
- Gustav Vorsteher (1836–1914), in Wetter geborener Grubenholzindustrieller, Förderer und Ehrenbürger der Stadt Wetter

## Bekannte Einwohner und mit Wetter verbundene Persönlichkeiten

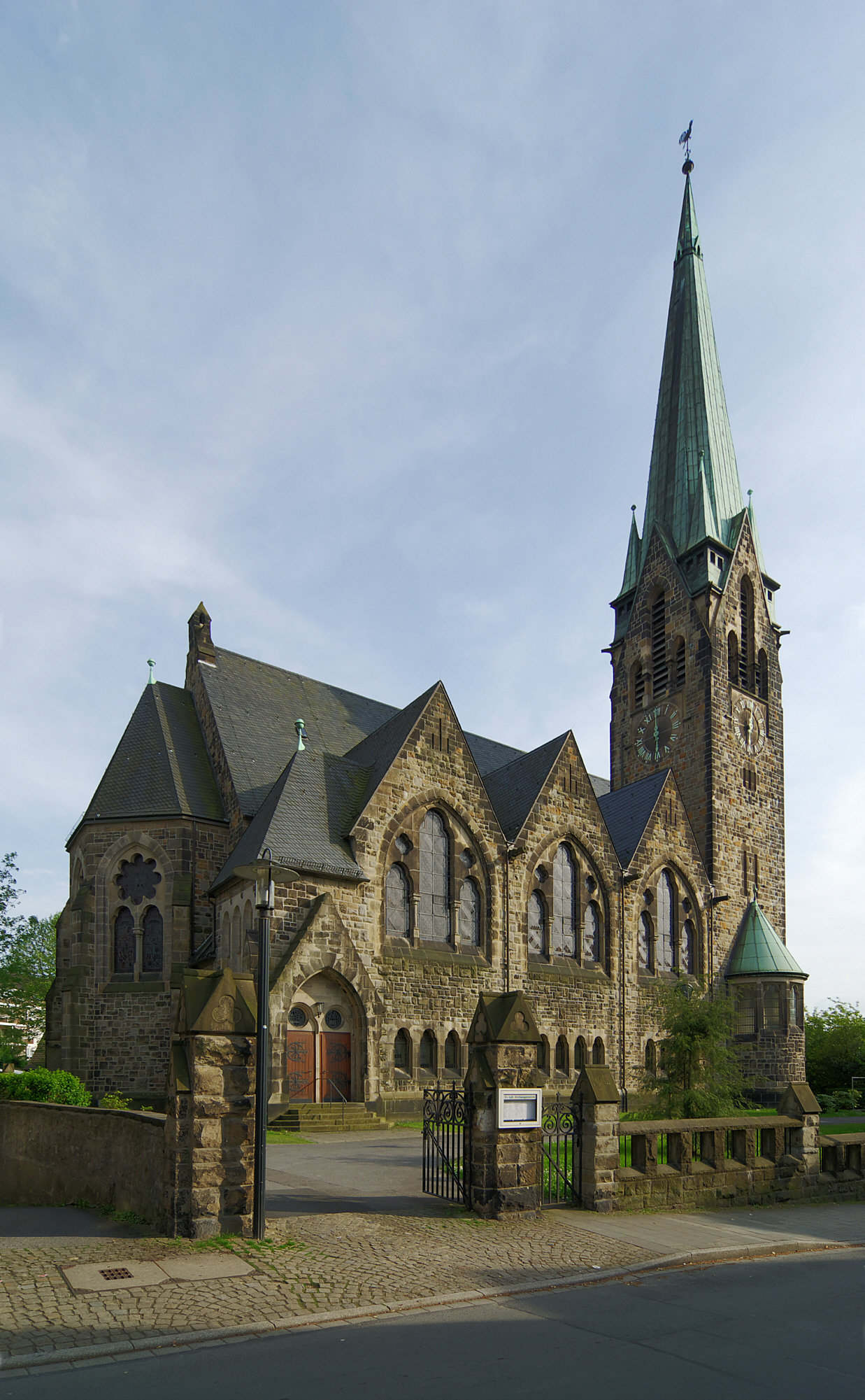
Die unter Eduard Goecker (1848–1931) erbaute und 1906 eingeweihte Lutherkirche in Wetter

Rethel-Gemälde der von Friedrich Harkort (1793–1880) errichteten Harkortschen Werkstätten in der Freiheit Wetter

Personen, die vor der Gemeindereform 1970 in den Orten Esborn, Volmarstein oder Wengern starben oder dort schwerpunktmäßig wirkten, sind in den entsprechenden Artikeln aufgeführt.
- Bernd Becker (* 1969), Direktor des Evangelischen Presseverbandes für Westfalen und Lippe (EPWL), war von 2000 bis 2007 Pfarrer in der evangelisch-reformierten Kirchengemeinde Wetter-Freiheit
- Marquard Bohm (1941–2006), in Wetter gestorbener Schauspieler
- Rudolf Bredt (1842–1900), in Wetter gestorbener Maschinenbauingenieur und Unternehmer, zeitweilig Eigentümer der Stuckenholz AG in Wetter
- Edward Carstenn (1886–1957), in Wetter gestorbener Gymnasiallehrer und Regionalhistoriker
- Extrabreit, die Band der Neuen Deutschen Welle lebte ab 1982 für kurze Zeit in einem Einfamilienhaus in der Bismarckstraße in Wetter
- Eduard Goecker (1848–1931), Pfarrer und Erbauer der Lutherkirche in Wetter
- Julius von Grawert (1746–1821), preußischer Offizier, Amtshauptmann von Wetter
- Friedrich Harkort (1793–1880), zeitweise in Wetter lebender Unternehmer und Politiker in der Frühzeit der industriellen Revolution
- Jürgen Hecht (* 1969), Ruderweltmeister im Deutschlandachter 1991 in Wien
- Ernst Wilhelm Hengstenberg (1802–1869), in Wetter aufgewachsener Theologe und Alttestamentler
- Johann Heinrich Karl Hengstenberg (1770–1834), in Wetter gestorbener Lehrer, Prediger und Kirchenliederdichter, wirkte mehrere Jahre in Wetter
- Hoffmann von Fallersleben (1798–1874), Jugendfreund von Henriette von Schwachenberg, der Gutsherrin des in Wetter-Oberwengern gelegenen Haus Hove
- Paul Höller (* 1983), politischer Beamter (Bündnis 90/Die Grünen), war Mitglied des Stadtrates von Wetter
- Klaus Homburg (1934–2012), Superintendent des evangelischen Kirchenkreises Gelsenkirchen und Wattenscheid, wirkte von 1975 bis 1988 als Pfarrer in der evangelisch-reformierten Kirchengemeinde Wetter-Freiheit
- Rainer Johannes Homburg (* 1966), in Wetter aufgewachsener Organist, Chorleiter und Dirigent
- Johann Ehrenfried Honigmann (1775–1855), Markscheider beim Oberbergamt in Wetter
- Ernst Honigmann (1789–1848), Berggeschworener in Wetter, später Leiter der Stinnes-Zechen in Essen
- Heinrich Kamp (1786–1853), gründete zusammen mit Friedrich Harkort die Mechanischen Werkstätten Harkort & Co. auf der Burg Wetter
- Hanno Kesting (1925–1975), Soziologe, lebte zeitweise in Wetter und war dort Ratsmitglied
- Max Klaas (* 1993 in Hagen), in Wetter lebender Percussionist
- Leo Konopczynski (1927–2003), Fußballer, zeitweise in Wetter aktiv
- Raphael Koczor, (* 1989), Fußballtorwart, in Wetter aufgewachsen
- Georg Lackum († 1591), wurde am 11. Dezember 1591 in Wetter als Mörder hingerichtet
- Pia Laus-Schneider (* 1968), in Wetter aufgewachsene Dressurreiterin
- Graf Eberhard I. von der Mark († 1308), er erhielt die Burg Wetter von seinem Vater als Hochzeitsgeschenk
- Graf Engelbert I. von der Mark († 1277), er war Bauherr der Burg Wetter
- Graf Engelbert III. von der Mark, er starb am St. Thomastag 1391 auf der Burg Wetter an der Pest
- Heinrich Plange (1857–1942), in Wetter gestorbener Architekt, lebte mehrere Jahre in der Stadt
- Alfred Rethel (1816–1859), Maler, schuf um 1834 ein Gemälde der Harkortschen Werkstätten in der Burg Wetter, das als wichtige Darstellung der beginnenden Industrialisierung gilt
- Wolfgang Andreas Reuter (1866–1947), Ingenieur und Unternehmer, zeitweise in Wetter tätig
- Hartmut Riemenschneider (* 1958), Präsident des Bundes Evangelisch-Freikirchlicher Gemeinden, ehem. Baptistenpastor in Wetter
- Johann August Sack (1764–1831), preußischer Beamter, Bergrat und Bergrichter in Wetter
- Ulrich Schmidt (1942–2021), Politiker, ehem. Bürgermeister von Wetter und Landtagspräsident von NRW
- Matthias Schreiber (* ca. 1964), Beauftragter für den Kontakt zu Kirchen und Religionsgemeinschaften in der Staatskanzlei Düsseldorf, war von 1985 bis 2001 Pfarrer in der evangelisch-reformierten Kirchengemeinde Wetter-Freiheit
- Reimar Julius von Schwerin (1695–1754), preußischer Generalleutnant, Drost von Wetter
- Georgios Souleidis (* 1972), Schachspieler, spielte zeitweise beim SVG Ruhrtal Wetter
- Heinrich Friedrich Karl Reichsfreiherr vom und zum Stein (1757–1831), preußischer Beamter, Minister und Reformer, gilt als Urheber der kommunalen Selbstverwaltung, Bergamtsdirektor in Wetter (1784–1793), reorganisierte dort die Rechnungsführung
- Jürgen Störr (* 1954), Künstler und Filmemacher
- Leo Tilgner (1892–1971), in Wetter gestorbener Grafiker
- Alfred Trappen (1828–1908), Maschinenbauingenieur, leitete über vier Jahrzehnte die Maschinenfabrik Kamp & Co. in Wetter
- Johannes Zauleck (1877–1942), in Bremen geborener Pfarrer, Autor und Herausgeber u. a. der Zeitung „Für unsere Kinder“ (Verlag Bertelsmann 1919–1941), wirkte von 1920 bis 1942 in der evangelisch-reformierten Kirchengemeinde Wetter-Freiheit